# Plešivec (berg i Tjeckien, lat 50,57, long 14,09)
Plešivec är ett berg i Tjeckien. Det ligger i den nordvästra delen av landet, 60 km norr om huvudstaden Prag. Toppen på Plešivec är 509 meter över havet, eller 185 meter över den omgivande terrängen. Bredden vid basen är 3,2 km. Plešivec ingår i České Středohoří.
Terrängen runt Plešivec är kuperad åt nordväst, men åt sydost är den platt.Runt Plešivec är det tätbefolkat, med 331 invånare per kvadratkilometer. Närmaste större samhälle är Ústí nad Labem, 11,3 km norr om Plešivec. Omgivningarna runt Plešivec är en mosaik av jordbruksmark och naturlig växtlighet.